# Бобровицкая городская община
Бобровицкая городская общи́на (укр. Бобровицька міська громада) — территориальная община в Нежинском районе Черниговской области Украины. Административный центр — город Бобровица.
Население — 24 750 человек. Площадь — 1055,5 км².
Количество учреждений, оказывающих первичную медицинскую помощь — 4.    

## История
Бобровицкая городская община была создана 19 мая 2017 года путём объединения Бобровицкого городского совета, Александровского, Браницкого, Брагинцевского, Гавриловского, Горбачевского, Кобыжчанского, Казацкого, Марковецкого, Озерянского, Осокоровского, Петровского, Песковского, Рудковского, Свидовецкого, Старобасанского, Сухинского, Щасновского, Ярославского сельсоветов Бобровицкого района.   
17 июля 2020 года община вошла в состав нового Нежинского района. Бобровицкий район был ликвидирован.

## География
Территория общины представляет из себя большую часть (без юга) упразднённого Бобровицкого района (1923-2020). Община граничит с Козелецкой общиной Черниговского района, Носовской, Макеевской и Новобасанской общинами Нежинского района, Киевской областью. 
Реки: Быстрица, Басанка, Бурчак (Кобыжча), Супой, Недра, Трубеж, Бабка (Баба).

## Населённые пункты
- город Бобровица
- Александровка
- Браница
- Бригинцы
- Буглаки
- Вишнёвое
- Гавриловка
- Гарт
- Горбачи
- Запорожье
- Затишье
- Зелёное
- Казацкое
- Катериновка
- Кобыжча
- Коношовка
- Лидин
- Майновка
- Макаровка
- Марковцы
- Молодёжное
- Наумовка
- Николаев
- Новая Басань
- Озеряны
- Осовец
- Осокоровка
- Пески
- Петровка
- Плуг
- Рудьковка
- Свидовец
- Старая Басань
- Сухиня
- Татаровка
- Травкино
- Украинка
- Урожайное
- Хомовцы
- Щасновка
- Ярославка
- посёлок Мирное